# Nhóm ngôn ngữ Perm
Nhóm ngôn ngữ Perm là một nhóm ngôn ngữ thuộc ngữ hệ Ural. Chúng được nói ở một số vùng ở phía tây của Dãy núi Ural thuộc Liên bang Nga. Tổng số người nói là khoảng 950.000 người, trong đó khoảng 550.000 người nói ngôn ngữ được sử dụng rộng rãi nhất, tiếng Udmurt. Giống như các ngôn ngữ Ural khác, các ngôn ngữ Perm chủ yếu là ngôn ngữ chắp dính và có một hệ thống cách ngữ pháp phong phú. Không giống như nhiều ngôn ngữ Ural khác, chúng không có sự hài hòa nguyên âm.
Ngôn ngữ Perm cổ nhất được lưu giữ bằng chữ viết là tiếng Perm cổ hay tiếng Zyrya cổ, vào thế kỷ 14.
Các ngôn ngữ Perm còn tồn tại của nhóm ngôn ngữ Finn-Ugria bao gồm:
- Udmurt (Votyak)
- Komi (Zyryan)
- Permyak (Komi-Permyak)

Nhóm ngôn ngữ Perm theo truyền thống được phân loại thuộc nhóm ngôn ngữ Finn-Perm, cùng với các ngôn ngữ Finn, Saami, Mordvin và Mari. Nhóm ngôn ngữ Finn-Perm và nhóm ngôn ngữ Ugria cùng nhau tạo nên nhóm ngôn ngữ Finn-Ugria. Tuy nhiên, việc phân loại này gần đây đã được đặt ra nhiều nghi vấn, và mối quan hệ của các ngôn ngữ Perm với các ngôn ngữ Ural khác vẫn chưa chắc chắn.

## Văn liệu
- Bartens, Raija (2000). Permiläisten kielten rakenne ja kehitys (bằng tiếng Phần Lan). Helsinki: Suomalais-Ugrilainen Seura. ISBN 952-5150-55-0.
- Csúcs, Sándor (2005). Die Rekonstruktion der permischen Grundsprache. Bibliotheca Uralica (bằng tiếng Đức). Quyển 13. Budapest: Akadémiai Kiadó. ISBN 963-05-8184-1.